# 内藤朝雄
内藤 朝雄（ないとう あさお、男性、1962年 - ）は、日本の社会学者。明治大学文学部准教授。専門は、社会学、臨床社会学、心理社会学。いじめ問題ならびに管理教育問題に関する研究で知られる。

## 来歴・人物
1962年、東京都に生まれる。愛知県立東郷高等学校に在学中、愛知県内の各地で実施されていた苛烈な管理教育を受け、同校を中退した。この体験が、後のスタンスへ大きな影響を与える。
その後、通信制高校を経て山形大学に進み、1986年に同大学人文学部文学科哲学専攻を卒業後、1994年東京大学文学部社会学専修課程卒業、1996年東京大学大学院総合文化研究科（相関社会科学専攻）修士課程修了。2001年同研究科国際社会科学専攻相関社会科学コース博士課程単位取得退学。
国立療養所千葉東病院（現国立病院機構千葉東病院）附属看護専門学校非常勤講師、明治大学専任講師を経て2007年准教授に昇格する。また東京大学大学院教育学研究科、京都大学大学院教育学研究科及び立教大学、大阪大学の非常勤講師を務めた。

## 研究歴
本田由紀・後藤和智との共著『「ニート」って言うな！』では「ニート」が大衆の憎悪の標的とされていることを挙げ、メディアによる憎悪のメカニズムの再生産の危険性について指摘した。
いじめ問題ならびに管理教育問題に関する研究も多く、2001年に著書『いじめの社会理論』を発表して以来、この分野の研究をライフワークとしている。2007年10月には、東郷高校における自伝的内容も網羅した自身のいじめ理論入門書『〈いじめ学〉の時代』を上梓した。

### いじめ学
内藤のいじめ研究の第一の特徴はいじめという現象を心理－社会の接合面と捉えつつ、その発生から蔓延に至るメカニズムを精緻に分析したことにある。その著書である『いじめの社会理論』などで内藤が示したこの理論は、橋爪大三郎らから「変容する学校共同体の病理をはじめて捉える」とともに、「これまで指摘されることのなかった新しいいじめの特質、その祝祭性や集団力学の構造をあぶり出した」と評価する向きもある。
スクールカースト（クラス序列とも）の研究者として知られる。

## 発言
- 昔からさまざまなニートが世に棲んでいた。金持ちの馬鹿息子とか、道楽者の父さんとか、いい年をしてぶらぶらしている「ろくでなし」は、悪口を言われながらも、世の風景にとけ込んでいた。（中略）考えてみれば仏陀もイエスもニートのガキたれではなかったか。仏陀は労働を厭い乞食の生活を勧めていたし、イエスにいたっては神殿で露天商に暴力をふるって屋台を破壊する「キレやすい」ニートでなかったか[2]。

## 著書

### 単著
- 『いじめの社会理論―その生態学的秩序の生成と解体』柏書房、2001年
- 『いじめと現代社会―「暴力と憎悪」から「自由ときずな」へ』双風舎、2007年
- 『〈いじめ学〉の時代』柏書房、2007年
- 『いじめの構造―なぜ人が怪物になるのか』講談社現代新書、2009年
- 『いじめ加害者を厳罰にせよ』ベスト新書、2012

### 共著
- （宮台真司・藤井誠二）『学校が自由になる日』雲母書房、2002年
- （本田由紀・後藤和智）『「ニート」って言うな!』光文社新書、2006年